# Evidence (film 1929)
Evidence è un film del 1929 diretto da John G. Adolfi.
Adattamento del lavoro teatrale di Jeanie Macpherson, venne prodotto dalla Warner Bros. Pictures e distribuito nelle sale il 5 dicembre 1929. Fu l'unica volta che Pauline Frederick cantò in un film.

## Trama
Lord Cyril Wimborne ripudia la moglie Myra, convinto che lei lo abbia tradito con il dissoluto maggiore Pollock. Anni dopo, Myra vede un giorno suo figlio Kenyon, che vive con il padre, nel parco. Il ragazzo è insieme alla signora Debenham, una vedova che ha delle mire su Wimborne. Kenyon, notando la somiglianza tra la donna incontrata nel parco e un ritratto di sua madre, la invita a casa durante un'assenza di suo padre. Un vecchio amico della coppia, Harold Courtenay, vede l'opportunità di riunire i due coniugi separati. Ma l'innocenza di Myra verrà riconosciuta solo dopo il suicidio di Connolly, che lascia un biglietto dove confessa che l'adulterio non c'è mai stato e che la storia era una sua invenzione.

## Produzione
Il film fu prodotto dalla Warner Bros. (con il nome The Vitaphone Corporation)

## Distribuzione
Distribuito dalla Warner Bros. Pictures, il film fu presentato in prima il 5 ottobre; uscì nelle sale statunitensi il 5 dicembre 1929 dopo essere stato presentato in prima il 5 ottobre 1929.
Non si conoscono copie ancora esistenti della pellicola che viene considerata presumibilmente perduta.